# Аджнад аль-Кавказ
«Аджнад аль-Кавказ» (араб. أجناد القوقاز‎; букв. «Солдаты Кавказа») — возглавляемая чеченцами салафитская повстанческая джихадистская организация, действующая на севере Сирии, главным образом в горных районах севера провинции Латакия. Хотя «Аджнад аль-Кавказ» был сформирован экстремистами Кавказского эмирата и связан с этой организацией, он с самого начала действовал автономно, а затем разорвал свои связи с Кавказским эмиратом. К сентябрю 2016 года «Аджнад аль-Кавказ» стал крупнейшей исламистской группировкой из бывшего Советского Союза, воюющей в Сирии. Признана террористической организацией на территории России.

## История

### Основание
В ходе последней фазы Второй чеченской войны около 2009 года многочисленные боевики Имарата Кавказ оказались в Турции и многие из них не смогли вернуться в Россию, чтобы продолжить боевые действия. Таким образом, боевики вынужденно обосновались в Турции и Сирии, хотя и продолжали планировать возможное возвращение на родину на Северный Кавказ. Однако их ситуация резко изменилась, когда в 2011 году началась гражданская война в Сирии. Чеченские боевики вновь взяли в руки оружие и примкнули к местным сирийским исламистам в их восстании против правительства Башара Асада.
Две небольшие группы исламистских боевиков, которые впоследствии основали «Аджнад аль-Кавказ», первоначально были активны в мухафазах Латакия и Кунейтра: первой была «Джамаат аль-Хилафа аль-Кавказия» («Кавказская группа халифата»), которая была основана в 2013 году во главе с Абдулом Хакимом Шишани. В 2007—2009 годах Абдул Хаким был командиром центрального сектора Вилаята Нохчийчоь Имарата Кавказ, а его отряд состоял из ветеранов Второй чеченской войны. Вторым был «Джамаат Джунд аль-Кавказ» («Группа солдат Кавказа»), небольшой отряд черкесов-исламистов с Голанских высот и из Иордании, которое вскоре добровольно признали командование Абдула Хакима. Обе группы были первоначально членами «Ансар аль-Шам» и были слабо связаны с Имаратом Кавказ.
В 2014 году обе группы покинули «Ансар аль-Шам», в то время как «Джамаат Джунд аль-Каказ» был усилен, когда к ним в ноябре 2014 года присоединилась группа «Ахрар аль-Шаркас» («Свободные черкесы») из Кунейтры. Весной 2015 года обе группы полностью слились под руководством Абдула Хакима и приняли название «Аджнад аль-Кавказ».

### Операции с «Армией завоевания»
«Аджнад аль-Кавказ» присоединился к «Армии завоевания», альянсу повстанческих исламистских группировок во главе с Фронтом ан-Нусра, и стал его «неотъемлемой составляющей». Боевики участвовали в широкомасштабном наступлении повстанцев в 2015 году, целью которого было полное завоевание мухафазы Идлиб. Воюя вместе с другими чеченскими бойцами, 45 боевиков «Аджнада аль-Кавказ» выступали в качестве элитных ударных войск мятежников во время Второй битвы за Идлиб. В ходе последовавшего затем наступления на северо-западе Сирии (апрель—июнь 2015 года) «Аджнад аль-Кавказ» помог захватить военную базу Аль-Мастума и сражался в Кафр-Наджаде и Мукабале.
В мае 2015 года «Аджнад аль-Кавказ» официально заявил, что он не является частью Имарата Кавказ или какой-либо другой организации, а просто связан с сирийскими повстанческими группировками. В ходе наступления в Латакии в 2015—2016 годах группа утверждала, что защищала вершину холма от нападения российских войск. В конце июня 2016 года «Аджнад аль-Кавказ» решительно осудил теракт ИГ в стамбульском аэропорту имени Ататюрка, заявив, что нападения на безоружных гражданских лиц противоречат принципам группы. Вскоре после этого группа приняла участие в ещё одном наступлении в Латакии, в ходе которого, по сообщениям, был убит один из её военных лидеров. Когда правительство Сирии ответило на наступление, начав интенсивные контратаки, «Аджнад аль-Кавказ» принял участие в жестоких боях за холмы в деревне Айн Исса.
В конце 2016 года группа «Джунуд аль-Шам», состоявшая из чеченцев и ливанских суннитов, раскололась, после чего многие из её чеченских бойцов вступили в «Аджнад аль-Кавказ». Боевики Абдула Хакима Шишани приняли участие в наступлении, направленном на снятие осады удерживаемого повстанцами восточного Алеппо в конце 2016 года, и ряде операций на севере мухафазы Хама в 2016 и 2017 году.

### Снижение активности
После столкновений в мухафазе Идлиб между «Тахрир аш-Шам» и «Ахрар аш-Шам» в июле 2017 года Абдул Хаким Шишани и два других чеченских командира в Сирии опубликовали заявление, в котором объявили себя и свои группы нейтральными, пообещав не вмешиваться в эти «междоусобные распри». Абдул Хаким также сказал: «Пусть Аллах поможет нам не участвовать в этом [то есть в борьбе между повстанцами]». После этого заявления «Аджнад аль-Кавказ» в основном «исчезла из поля зрения общественности», хотя в мае и июле 2017 года продолжал проводить рейды против правительственных войск на западе мухафазы Алеппо, сотрудничая с ЧВК Malhama Tactical. 1 октября 2017 года «Аджнад аль-Кавказ» объявил, что приостановит своё участие в военных операциях в Сирии до тех пор, пока другие исламистские группировки «не определят свою стратегию на арене сирийского джихада». Несмотря на это, они присоединились к повстанцам, которые объявили, что формируют объединённый оперативный штаб для противодействия новому наступлению правительственных сил на северо-западе Сирии 1 января 2018 года.
«Аджнад аль-Кавказ» также прокомментировал протесты в Иране в 2017—2018 годах на своём Telegram-канале, отметив, что группа надеется, что эти протесты по крайней мере дезорганизуют «шиитские державы», так что, возможно, «шиитские орды» отступят и будут побеждены во время боёв в мухафазе Идлиб, как «многобожники» во время «Битвы у рва». 7 января атака джихад-мобилей поразила базу «Аджнад аль-Кавказ» в городе Идлиб, причинив значительный ущерб. Хотя по меньшей мере 23 мирных жителя были убиты, бойцы «Аджнад аль-Кавказ» не пострадали, так как их не было на базе во время атаки. Осталось неясно, кто совершил нападение или даже было ли оно специально направлено против чеченских боевиков.
В феврале 2018 года продолжал обостряться конфликт между повстанцами в Идлибе, который привёл к столкновениям между «Джебхат Тахрир Сурия» и «Тахрир аш-Шам» и образованию организации «Стражи религии», «Аджнад аль-Кавказ» продолжал сохранять нейтралитет, и главным образом не проявляя активности. К этому времени в группе насчитывалось около 200 бойцов. В начале августа 2018 года Абдул Хаким Шишани и «Аджнад аль-Кавказ» выпустили заявление о смерти Юсупа Темирханова, убийцы Юрия Буданова. Как и многие другие чеченцы, Абдул провозгласил Темирханова мучеником и героем. По сообщениям, в ноябре 2018 года «Аджнад аль-Кавказ» участвовал в рейде на Хувейн в юго-восточном Идлибе; сирийская армия позже утверждала, что отразила атаку. В конце января 2019 года российские СМИ заявили, что сирийская армия убила Абу аль-Бара аль-Кавкази, предполагаемого «главаря» «Аджнад аль-Кавказ», который отвечал за материально-техническое снабжение и вербовку.
3 марта 2019 года Хамза Шишани, заместитель эмира Аджнад аль-Кавказ", был, по сообщениям, убит в бою во время нападения на сирийские правительственные войска в мухафазе Хама. Однако в этой операции официально «Аджнад аль-Кавказ» не участвовал, и Хамза, вероятно, участвовал в ней сам по себе. По сообщениям, в мае 2019 года проправительственные силы атаковали районы на севере Латакии в рамках очередного наступления на северо-запад Сирии, который служил оплотом «Аджнад аль-Кавказ». Российский центр по примирению в Сирии обвинил «Аджнад аль-Кавказ» и «Тахрир аш-Шам» в нарушении демилитаризованных зон Идлиба в августе 2019 года. Три месяца спустя сирийские правительственные силы, по сообщениям, захватили Мишерфах на юге мухафазе Идлиб, выбив из города боевиков «Аджнад аль-Кавказ» и «Тахрир аш-Шам». В ходе нового наступления на северо-западе Сирии в декабре 2019 — марте 2020 года снайперы «Аджнад аль-Кавказ» участвовали в обороне Джабала Завии от наступающих правительственных сил; после завершения наступления группа была в числе тех повстанческих группировок, которые предположительно сопротивлялись выполнению соглашения о прекращении огня.

## Структура и тактика
В руководстве «Аджнад аль-Кавказа» доминируют чеченцы: главным лидером является Абдул Хаким Шишани (Рустам Ажиев), которого многие считают очень способным и опытным командиром, в то время как Хамза Шишани, ещё один ветеран Второй чеченской войны, служил его заместителем. Абу Бакр Шишани, который в Чечне воевал вместе с Хаттабом, также был ведущим членом группы. Он покинул «Аджнад аль-Кавказ» в начале 2017 года, сформировав своё собственное небольшое подразделение, «Джамаат Сейфул Шам». Несмотря на известность чеченцев, в группе также есть представители других этнических групп Северного Кавказа, сирийские черкесы и арабы.
Структура и тактика «Аджнад аль-Кавказ» в значительной степени повторяют структуру и тактику сепаратистских отрядов времён войн в Чечне, что позволяет группе действовать очень эффективно в лесистых горных районах северной Латакии, прозванных боевиками «Аджнад аль-Кавказ» «сирийским Кавказом» из-за большого сходства с Кавказскими горами. Несмотря на свои небольшие размеры, «Аджнад аль-Кавказ» считается «наиболее заметной и успешной военизированной северо-кавказской группировкой в Сирии». В отношении операций группы Абдул Хаким Шишани заявил, что все вражеские вооружённые силы являются законными целями, но не они одобряют нападений на безоружных гражданских лиц, особенно если они мусульмане. «Аджнад аль-Кавказ» также страдает от нехватки средств, и, по словам Абдула Хакима, не получает никакой внешней помощи, что ограничивает его способность успешно воевать.
«Аджнад аль-Кавказ» утверждает, что является полностью независимой группой и с мая 2015 года прямо заявляет, что не имеет отношения к Имарату Кавказ. Тем не менее, группа в целом подчёркивает важность сотрудничества и единства между исламистскими повстанцами и, в частности, повстанцами с Северного Кавказа. Однако они категорически отрицают, что когда-либо входили в ИГ или были как-то связаны с ним, опровергая тем самым обвинения, выдвинутое против них российским телеканалом LifeNews. В то же время, по данным канала LifeNews лидеры «Аджнад аль-Кавказ» ещё в 2013 году присягнули на верность «Джебхат ан-Нусра», в частности, отвечают за приём новых членов этой организации из числа выходцев с Северного Кавказа.

## Идеология
«Аджнад аль-Кавказ» придерживается идеологии суннитского исламского фундаментализма и салафитского джихадизма и хочет распространить ислам и шариат по всему миру. Основная цель группы, однако, состоит в том, чтобы устранить российское присутствие на Северном Кавказе и создать там исламское государство, хотя Абдул Хаким Шишани заявил, что эти цели в настоящее время недостижимы, прежде всего из-за власти России. Вместо этого он считает, что рано или поздно разразится мировая война против России, которая позволит северокавказцам начать народное восстание и восстановить свою независимость от России. Согласно Абдулу Хакиму, мирные протесты и сопротивление, хотя и достойны восхищения, никогда не смогут положить конец российскому правлению на Северном Кавказе. «Аджнад аль-Кавказ» также критикует экономическую ситуацию в России, и его члены считают, что российское правительство использует пропаганду, чтобы отвлечь свой народ от широко распространённых экономических проблем.
Несмотря на это большое внимание к возможному завоеванию Северного Кавказа и почитание Чеченской Республики Ичкерия как «славной главы в истории [чеченской] нации», Абдул Хаким утверждает, что «Аджнад аль-Кавказ» не является чеченской националистической группой. Вместо этого «Аджнад аль-Кавказ» рассматривает всю свою деятельность (включая войну против правительства Асада) как часть более широкой борьбы мусульман за свободу и против России. Из-за этих убеждений Абдул Хаким не согласен с тем, что его группу называют на Западе «террористами». По его словам, они не «убивают женщин, детей или стариков» и только «хотят свергнуть тиранию. Вот и всё».

## Амиры
- Абдул Хаким Шишани — амир[3]
- Абу Альбара аш-Шишани — наиб амира (погиб, 2019)[45]
- Абдул-Малик Шишани — 2-й амир[5][6]
- Хамза Шишани — военный амир (погиб, 2019)[7]
- Абу Бакр Шишани — амир группы в 2016-17 гг.[8][9]

Не официально:
- Адам аш-Шишани — наиб военного амира (погиб, 2016)[53]

### Комментарии
1. ↑  По данным Jamestown Foundation в 2015 году «Аджнад аль-Кавказ» всё ещё был членом «Ансар аш-Шам»,[21] но этому противоречат другие источники[10][13][22]